# Tommy Bridger
Thomas „Tommy“ Bridger (* 24. Juni 1934 in Welwyn; † 3. Juli 1991 in Logie Coldstone) war ein britischer Autorennfahrer.

## Karriere
Tommy Bridger begann seine Rennaktivitäten 1953 mit einem Cooper-Jap in der Formel 3. 1954 wechselte er sein Rennfahrzeug und ging in der gesamten Saison mit einem Kieft-Norton an den Start. Von 1955 bis 1957 fuhr Bridger weiter regelmäßig in der Formel 3, ohne in dieser Rennserie große Erfolge erzielen zu können.
1958 wechselte er in die Formel 2 und wurde Zweiter beim Rennen in Crystal Palace und Achter beim Coupe de Vitesse in Reims. Aus diesem Jahr stammt auch seine einzige Teilnahme an einem Lauf der Weltmeisterschaft der Formel 1. Beim Großen Preis von Marokko fuhr er einen Cooper T45 von BRP. Das Rennen endete für ihn nach einem Unfall frühzeitig.
1958 war er auch bei den 24 Stunden von Le Mans am Start. Gemeinsam mit Peter Blond fuhr er einen Tojeiro mit einem 4-Zylinder-Climax-Motor. Nach 83 gefahrenen Runden mussten die beiden das Rennen jedoch aufgeben.
1959 fuhr er eine weitere Saison in der Formel 3. Bei den britischen Rennen zur Formel Junior bekam er 1960 den dritten Werks-Lotus zur Verfügung gestellt. Auch hier blieben die großen Erfolge aus und Bridger zog sich vom Rennsport zurück.

## Statistik

### Statistik in der Formel 1

#### Gesamtübersicht
| Saison | Team                       | Chassis    | Motor         | Rennen | Siege | Zweiter | Dritter | Poles | schn. Rennrunden | Punkte | WM-Pos. |
| ------ | -------------------------- | ---------- | ------------- | ------ | ----- | ------- | ------- | ----- | ---------------- | ------ | ------- |
| 1958   | British Racing Partnership | Cooper T45 | Climax 1.5 L4 | 1      | −     | −       | −       | −     | −                | −      | NC      |
| Gesamt | Gesamt                     | Gesamt     | Gesamt        | 1      | −     | −       | −       | −     | −                | −      |         |

#### Einzelergebnisse
| Saison | 1 | 2 | 3 | 4 | 5 | 6 | 7 | 8 | 9 | 10  | 11 |
| ------ | - | - | - | - | - | - | - | - | - | --- | -- |
| 1958   |   |   |   |   |   |   |   |   |   |     |    |
|        |   |   |   |   |   |   |   |   |   | DNF |    |

| Legende  | Legende            | Legende                                                          |
| Farbe    | Abkürzung          | Bedeutung                                                        |
| -------- | ------------------ | ---------------------------------------------------------------- |
| Gold     | –                  | Sieg                                                             |
| Silber   | –                  | 2. Platz                                                         |
| Bronze   | –                  | 3. Platz                                                         |
| Grün     | –                  | Platzierung in den Punkten                                       |
| Blau     | –                  | Klassifiziert außerhalb der Punkteränge                          |
| Violett  | DNF                | Rennen nicht beendet (did not finish)                            |
| Violett  | NC                 | nicht klassifiziert (not classified)                             |
| Rot      | DNQ                | nicht qualifiziert (did not qualify)                             |
| Rot      | DNPQ               | in Vorqualifikation gescheitert (did not pre-qualify)            |
| Schwarz  | DSQ                | disqualifiziert (disqualified)                                   |
| Weiß     | DNS                | nicht am Start (did not start)                                   |
| Weiß     | WD                 | zurückgezogen (withdrawn)                                        |
| Hellblau | PO                 | nur am Training teilgenommen (practiced only)                    |
| Hellblau | TD                 | Freitags-Testfahrer (test driver)                                |
| ohne     | DNP                | nicht am Training teilgenommen (did not practice)                |
| ohne     | INJ                | verletzt oder krank (injured)                                    |
| ohne     | EX                 | ausgeschlossen (excluded)                                        |
| ohne     | DNA                | nicht erschienen (did not arrive)                                |
| ohne     | C                  | Rennen abgesagt (cancelled)                                      |
| ohne     | keine WM-Teilnahme |                                                                  |
| sonstige | P/fett             | Pole-Position                                                    |
| sonstige | 1/2/3/4/5/6/7/8    | Punktplatzierung im Sprint-/Qualifikationsrennen                 |
| sonstige | SR/kursiv          | Schnellste Rennrunde                                             |
| sonstige | *                  | nicht im Ziel, aufgrund der zurückgelegten Distanz aber gewertet |
| sonstige | ()                 | Streichresultate                                                 |
| sonstige | unterstrichen      | Führender in der Gesamtwertung                                   |

### Le-Mans-Ergebnisse
| Jahr | Team       | Fahrzeug | Teamkollege | Platzierung | Ausfallgrund    |
| ---- | ---------- | -------- | ----------- | ----------- | --------------- |
| 1958 | John Ogier | Tojero   | Peter Blond | Ausfall     | Zündungsschaden |

### Einzelergebnisse in der Sportwagen-Weltmeisterschaft
| Saison | Team                      | Rennwagen | 1   | 2   | 3   | 4   | 5   | 6   |
| ------ | ------------------------- | --------- | --- | --- | --- | --- | --- | --- |
| 1954   | Kieft                     | Kieft     | BUA | SEB | MIM | LEM | RTT | CAP |
| 1954   | Kieft                     | Kieft     |     | DNF |     |     |     |     |
| 1958   | John Ogier Richard Jacobs | Tojero MG | BUA | SEB | TAR | NÜR | LEM | RTT |
| 1958   | John Ogier Richard Jacobs | Tojero MG |     |     |     |     | DNF | 14  |